# Гомес, Хуан Гуальберто
Хуан Гуальберто Го́мес (исп. Juan Gualberto Gómez; 2 июля 1854, провинция Матансас — 5 марта 1933, Гавана) — кубинский публицист, журналист, общественно-политический деятель, борец за независимость Кубы, революционер. Близкий соратник Хосе Марти.

## Биография
Потомок африканских рабов. Образование получил в Париже, где начал заниматься журналистикой. После возвращении на Кубу основал газету «Фратернидад» («Fraternidad»).
Участвовал в Малой войне 1879—1880 годов на Кубе, за что был выслан в Испанию. В 1891 году вернувшись на родину, возобновил издание газеты «Фратернидад».
Выступал против расовой дискриминации и за равенство негров. Вместе с X. Марти участвовал в подготовке национально-освободительного восстания 1895 г.
Был делегатом Кубинской революционной партии в провинции Гавана, Матансас и Пинар-дель-Рио, одним из руководителей борьбы с испанскими колонизаторами.
В 1895 году был захвачен в плен испанскими войсками и вновь выслан с Кубы; амнистирован в 1898 г.
В 1898—1899 и 1901 годах был делегатом Учредительной ассамблеи Кубы; возглавлял группу патриотов, выступавших против принятия «Поправки Платта» 1901 г. Избирался членом палаты депутатов и сенатором.
Активно выступал против диктатуры Т. Эстрада Пальмы и X. Мачадо.
Автор ряда статей и работ о свободе и расовой справедливости и независимости в Латинской Америке, защищал революцию от расизма и американского империализма и поддерживал в печати наследство Х. Марти (часто под псевдонимом «G»).

## Избранные сочинения
- La cuestión de Cuba en 1884. Historia y soluciones de los partidos cubanos, Madrid, 1885;
- La revolución del 95. Sus ideas directoras, sus métodos iniciales y causas que la desviaron de su finalidad, в книге: La lucha anti-imperialista en Cuba, t. 1, La Hab., 1960.

## Память
- В честь Хуана Гуальберто Гомеса Союз журналистов Кубы учредил ежегодную премию, носящую его имя.
- Его имя носит Международный аэропорт Варадеро.